# Caloplaca virescens
Caloplaca virescens är en lavart som först beskrevs av James Edward Smith, och fick sitt nu gällande namn av Coppins. Caloplaca virescens ingår i släktet orangelavar och familjen Teloschistaceae.   Inga underarter finns listade i Catalogue of Life.